# Louis-David-Preis
Der Louis-David-Preis (Louis Davids-prijs) ist ein niederländischer Preis für Theaterlieder. Er wurde von der Stiftung Conamus (Komitee für niederländische Unterhaltungsmusik) initiiert. Die Auszeichnung, verbunden mit einem Preisgeld von 25.000 Euro, wurde von 1971 bis 1983 13 Mal verliehen. Er gilt als Vorläufer des Annie M.G. Schmidtprijs, benannt nach der niederländischen Schriftstellerin und Journalistin Annie M. G. Schmidt.

## Preisträger
- 1971 Ramses Shaffy für Zing, vecht, huil, bid, lach, werk en bewonder
- 1972 Michel van der Plas, Harry Bannink und Frans Halsema für Kees
- 1973 Guus Vleugel, Joop Stokkermans, Eric Herfst und Jasperina de Jong für Dobbe, dobbe, dobbe
- 1974 Willem Wilmink, Pieter van Empelen, Fred Florusse und Don Quishocking für De oude school[3]
- 1975 Jules de Corte für Het land van de toekomst[4]
- 1976 Henk van der Molen, Tony Nolte und Martine Bijl für Het lelijke jonge eendje[5][2]
- 1977 nicht verliehen
- 1978 Wim Hogenkamp und Dick Bakker (Komposition) für Afscheid[6]
- 1979 Herman van Veen und Erik van der Wurff für Opzij[7]
- 1980 Jan Boerstoel, Harry Bannink und Jasperina de Jong für Spuit[8]
- 1981 nicht verliehen
- 1982 Willem Wilmink und Herman van Veen für De bom valt nooit
- 1983 Belinda Meuldijk, Hans Vermeulen und Rob de Nijs für LAT